# Rädån (naturreservat)
Rädån är ett naturreservat i Mora kommun i Dalarnas län.
Området är naturskyddat sedan 2012 och är 41 hektar stort. Reservatet omfattar Rädån och den ravin den rinner och består mest av granskog. 